# Wzorce łuków kołowych (promieniomierze)

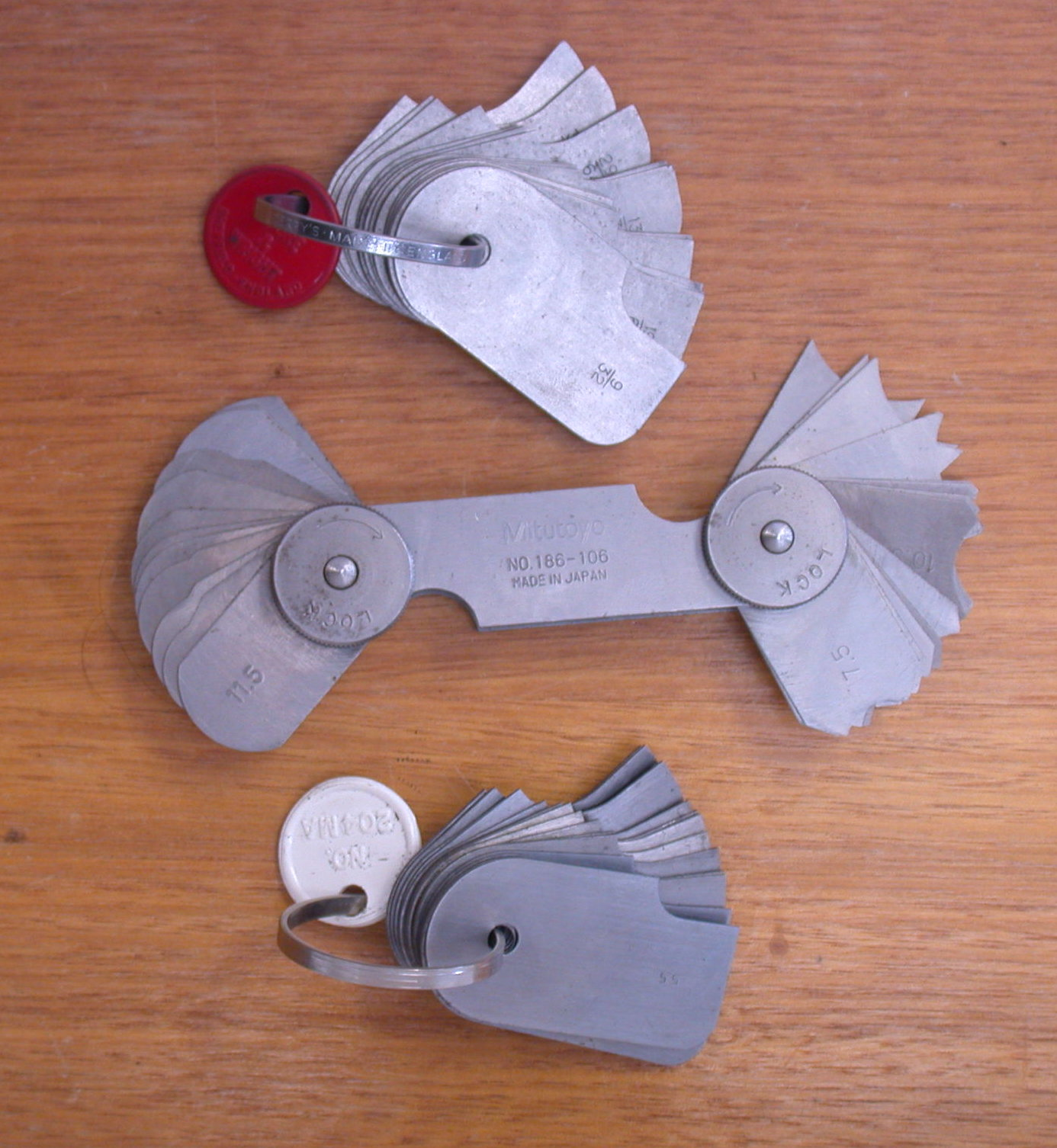
Wzorniki do sprawdzania promieni

Wzorce łuków kołowych (promieniomierze) – przyrządy pomiarowe w postaci wzorników, które służą do pomiaru promieni zaokrągleń wypukłych i wklęsłych. Sprawdzanie zaokrągleń odbywa się poprzez przymierzanie kolejnych wzorników, aż do takiego, który będzie dokładnie przylegał do danego zaokrąglenia. Wówczas z wzornika odczytywany jest opisany promień zaokrąglenia 
Najbardziej popularne zestawy wzorców łuków kołowych:
- wzorzec łuków kołowych MWKc1 – o zakresie pomiarowym 1–7 mm, zawierający po 17 wzorców wypukłych i wklęsłych
- wzorzec łuków kołowych MWKc2 – o zakresie pomiarowym 7,5–15 mm, zawierający po 16 wzorców wypukłych i wklęsłych
- wzorzec łuków kołowych MWKc3 – o zakresie pomiarowym 15,5–25 mm, zawierający po 15 wzorców wypukłych i wklęsłych.

Produkowane są także nietypowe wzorce łuków kołowych zawierające kilka łuków na jednym listku.
Jedynym parametrem wyznaczanym podczas wzorcowania wzorców łuków kołowych jest odchyłka promienia każdego łuku kołowego z zestawu.
Do pomiarów krzywizn sfer częściej stosowany jest sferometr.